# آندره پره‌وین
آندره پره‌وین فرانسوی: André Previn‎، با نام اصلیِ آندرئاس لودویگ پریوین (به آلمانی: Andreas Ludwig Priwin) (زادهٔ ۶ آوریل ۱۹۲۹ – درگذشته ۲۸ فوریه ۲۰۱۹) نوازندهٔ پیانو، رهبر ارکستر، و آهنگساز نامدار آلمانی ـ آمریکایی برنده ۴ جایزه اسکار بود.
آندره پره‌وین برندهٔ جوایز اسکار و گرَمی برای نوازندگی پیانو، رهبری، و همچنین آهنگسازی بود. اولین درخشش او در زمینهٔ موسیقی فیلم در هالیوود برای تنظیم و آهنگسازی در سال ۱۹۴۸ بود.

## زندگی
آندره پره‌وین در یک خانواده یهودی در برلین متولد شد. او با خانواده‌اش در سال ۱۹۳۹ از ترس آلمان نازی به ایالات متحده مهاجرت کرد. او در سال ۱۹۴۳ شهروند رسمی ایالات متحده شد و در لوس آنجلس بزرگ شد. در تابستان سال ۱۹۴۶ از «دبیرستان بورلی هیلز» فارغ‌التحصیل شد و به همره شرلی (نوازنده فلوت) دوئت نواخت. پره‌وین پیانو نواخت و شرلی را آکومپانیمان کرد. به صورت اتفاقی هر دو در ۲۱ سالگی برنده جایزه اسکار برای موسیقی فیلم‌های مختلف در یک سبک موسیقی شدند. پره‌وین در سال ۱۹۶۷ رئیس ارکستر سمفونیک هوستون شد و در سال ۱۹۶۸ رهبری ارکستر سمفونیک لندن را به عهده گرفت و تا سال ۱۹۷۹ این منصب را حفظ کرد. در طول ریاست در ارکستر سمفونیک لندن چندین بار در برنامه موسیقی (موسیقی شبِ آندره پره‌وین) همراه با این ارکستر ظاهر شد. از سال ۱۹۷۶ تا ۱۹۸۴ ریاست ارکستر سمفونیک پیتزبورگ را به عهده گرفت و با این ارکستر در برنامه تلویزیونی (پره‌وین و پیتزبرگ) شرکت کرد. وی همچنین رهبری عمده ارکستر فیلارمونیک لندن را به عهده داشت.
در ۱۹۸۴ وی رئیس فیلارمونیک لوس آنجلس شد و در ۱۹۸۵ موقعیت رسمی تری پیدا کرد. زمانی که پره‌وین موسیقی رضایت بخشی با ارکسترش داشت دیگر رهبرها شامل کورت ساندرینگ، سیمون راتل و اسا پکا سالونن موقعیت بهتری در گیشه داشتند.

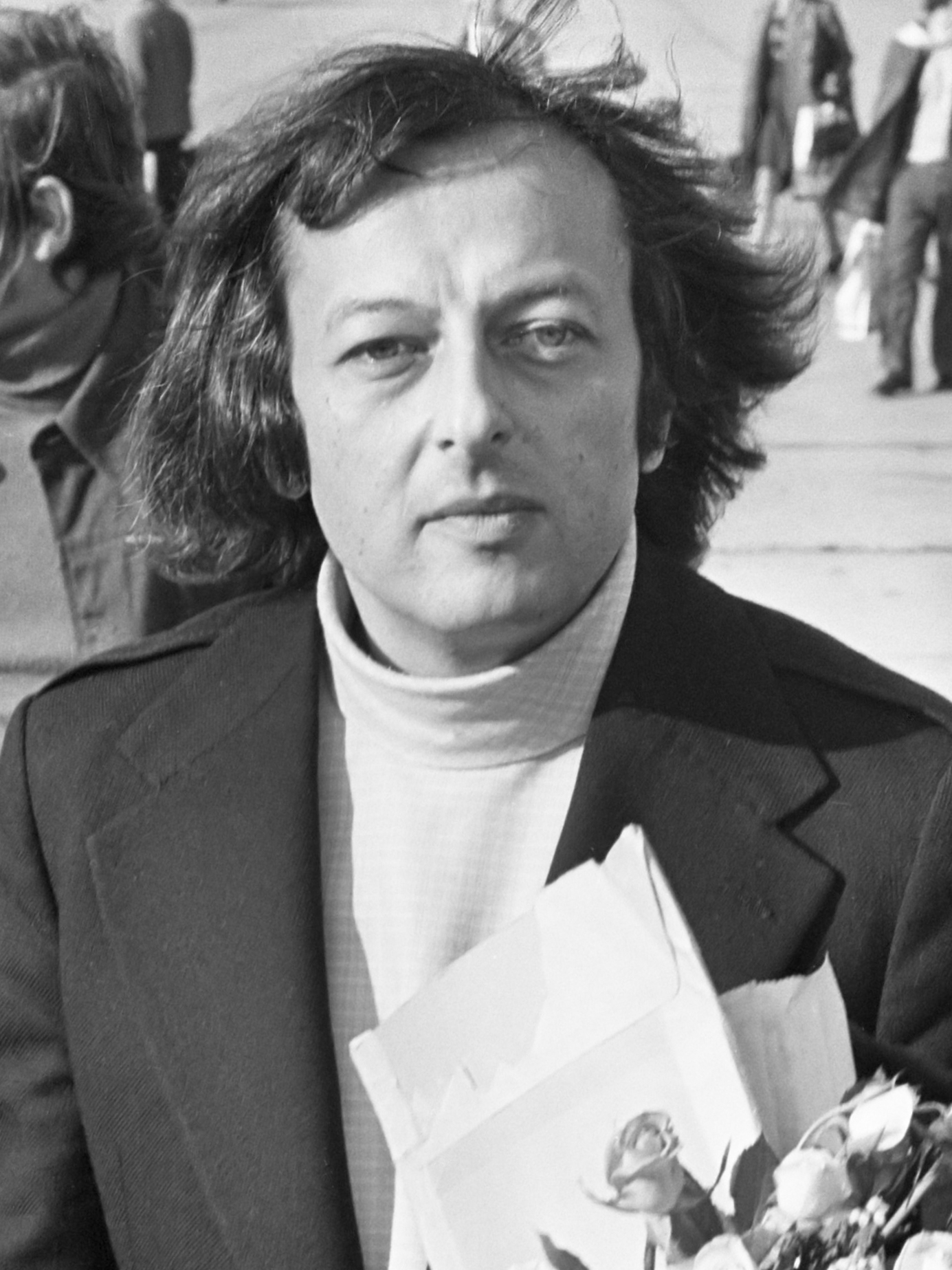
آندره پره‌وین اکتبر ۱۹۷۳

اغلب آثار ضبط شده پره‌وین شامل ۳ باله اثر چایکوفسکی (دریاچه قو، زیبای خفته و فندق‌شکن) و همچنین کل سمفونی‌های رالف وان ویلیامز با ارکستر سمفونیک لندن بود و با ارکستر فیلارمونیک لوس آنجلس آثار «سرگئی پروکفیف» (شامل سمفونی ۱ و ۵ و همچنین الکساندر نوسکی و سمفونی کنسرتو ارکستر و ویلون سل به همراهی سولیست ویلون سل به نام هانریش شیف) سمفونی‌های دوژاک و هم عصرانش به نام ویلیام کرافت، جان هاربیسون و هارولد شاپرو بود.
پره‌وین آهنگسازی موسیقی فیلم انجام می‌داد و البته در انواع دیگر موسیقی شامل کنسرتو ویلون سل و همچنین کنسرتو برای گیتار نوشت. او همچنین در جایگاه آهنگساز فیلم بسیار خوش درخشید که آثار مشهر وی شامل «بانوی زیبای من» , Kismet, Porgy and Bess, Paint Your Wagon که اغلب کارهایش برنده جوایز اسکار شد. وی چندین موسیقی فیلمش را با همکاری همسر دومش به نام «دوری پره‌وین» انجام داد.
او در میانه سال ۱۹۵۰ به عنوان پیانیست جز در جای مختلف کنسرت برگزار کرد و در این سال به ضبط موسیقی معاصر پرداخت. او با شلی مِن، لروی وینه گار، بنی کارتر و … همکاری داشت. او آلبومی با «مِن و وینه گار» به نام «بانوی زیبای من» ضبط کرد که جزو پرفروش‌ترین آلبوم‌های چندین سال پیاپی بود. آندره پره‌وین دو آلبوم با «داینا شور» به عنوان تنظیم کننده، رهبر و آکومپانیمنت همکاری داشت و در برنامه «داینا شور چِوی شو» در سال ۱۹۶۰ چندین بار ظاهر شد. او با جولی اندروز برای موسیقی کریسمس در سال ۱۹۶۶ همکاری داشت؛ و بر گوش‌های کمیاب آندروز توجه کرد؛ و آلبومی پخش کردند که چندین سال جزو صفحات پر فروش بود که امروزه در سی دی‌ها موجود می‌باشد.
در سال‌های بعد بر روی آهنگسازی موسیقی کلاسیک متمرکز شد. او با تام استوپارد بر روی موسیقی «همهٔ پسران خوب قابل توجه‌اند» که اولین بار در سال ۱۹۷۷ با ارکستر سمفونیک لندن به رهبری پره‌وین اجرا شد. اولین اپرای پره‌وین به نام «اتوبوسی به نام هوس» که اولین بار در سال در ۱۹۹۸ اپرای سان فرانسیسکو اجرا شد؛ و دیگر کارهای بیشمار وی شامل کارهای آوازی، ارکستر مجلسی و سمفونیک است؛ و گهگاه با شرکت Telarc موسیقی جز ضبط می‌کرد.

## زندگی شخصی
آندره پِروین در طول زندگیش پنج بار ازدواج کرد. سه ازدواج اولیه او با بتی بنت، دوری لانگن، میا فارو بود که خود را در چشم عموم حفظ کرد. ازدواج چهارم وی (هدر اسندون در سال ۱۹۸۲) که در سال ۲۰۰۲ پایان یافت. سپس با ویولنیست مشهور آلمانی به نام آنه-سوفی موتر ازدواج کرد که یک کنسرتو ویلون به وی تقدیم کرد. آنها در سال ۲۰۰۶ از هم جداشدند.
پره‌وین یک سری خاطرات قدیمی اش را در هالیوود در کتاب "No minor chords" نوشت که در سال ۱۹۹۱ چاپ شد.

## درگذشت
آندره پره‌وین در ۲۸ فوریه ۲۰۱۹، در سن ۸۹ سالگی درگذشت.

## جوایز
پره‌وین در سال ۱۹۹۸ به خاطر همکاریش با موسیقی کلاسیک و اپرا در آمریکا از طرف افتخارات مرکز کندی مورد تقدیر قرار گرفت. در سال ۱۹۹۶ از امپراتوری بریتانیا، شوالیه افتخاری گرفت؛ و نظر به این که او تابع امپراتوری بریتانیا نبود ملقب به سِر آندره پره‌وین نشد. در سال ۲۰۰۵ پره‌وین جایزه نقدی گلین گلد را به علت موفقیت‌های بی شمارش کسب کرد. شو تلویزیونی وی به نام پره‌وین و پیتزبورگ سه بار نامزد جوایز امی شد.

### جوایز اسکار
پره‌وین ۱۳ بار نامزد بهترین‌های آکادمی شد؛ که ۴ جایزه آن را در یافت کرد.

### جوایز گرمی
Best Instrumental Soloist
- 2005 Previn: Violin Concerto; برنستاین: Serenade for Solo Violin, Strings, Harp and Percussion

Best Classical Crossover Album
- 2003 Korngold: The Sea Hawk, Captain Blood with the London Symphony Orchestra

Best Chamber Music Performance
- 1999 American Scenes: Copland, Previn, Barber, Gershwin

Best Choral Performance
- 1974 William Walton: Belshazzar’s Feast with the London Symphony Orchestra & Chorus
- 1977 Rachmaninoff: The Bells with the London Symphony Orchestra & Chorus

Best Performance by an Orchestra
1960 Like Young with the David Rose Orchestra
Best Sound Track Album
- 1959 Gigi
- 1960 Porgy and Bess

Best Jazz Performance – Soloist or Small Group
- 1961 West Side Story
- 1962 Previn Plays Harold Arlen

## فیلمشناسی
1. روز بد در بلک راک (۱۹۴۵)
2. چالشی برای لسی (۱۹۴۹)
3. سه حرف کوچک (۱۹۵۰)[۱۲] نامزد جایزه اسکار
4. کیت مرا ببوس (۱۹۵۳)[۱۳] نامزد جایزه اسکار
5. همواره در هوای خوش (۱۹۵۵)[۱۴] نامزد جایزه اسکار
6. شب گرم تابستان (۱۹۵۷)
7. ژی ژی (۱۹۵۸)[۱۵] برنده جایزه اسکار
8. پورگی و بس (۱۹۵۹)[۱۶] برنده جایزه اسکار
9. المرگنتری (۱۹۶۰)[۱۷] نامزد جایزه اسکار
10. زنگ‌ها می‌زنند (۱۹۶۰)[۱۸] نامزد جایزه اسکار
11. الاکلنگ دونفره (۱۹۶۲)
12. ایرما خوشگله (۱۹۶۳)[۱۹] برنده جایزه اسکار
13. بانوی زیبای من (۱۹۶۳)[۲۰] برنده جایزه اسکار
14. میلی خیلی مدرن (۱۹۶۷)[۲۱] نامزد جایزه اسکار
15. عیسی مسیح سوپراستار (۱۹۷۳) نامزد جایزه اسکار

## ویدئوها
- Rehearsing the Leicestershire Schools Symphony Orchestra in Beethovens' 7th symphony در یوتیوب
- Rehearsing the Leicestershire Schools Symphony Orchestra in Glinka's Russlan and Ludmilla overture در یوتیوب
- Rehearsing the Leicestershire Schools Symphony Orchestra in Rachmaninov's Symphonic Dances در یوتیوب
- The Morecambe and Wise Grieg sketch: extracts and interviews در یوتیوب